# Caprimulgus parvulus
Caprimulgus parvulus là một loài chim trong họ Caprimulgidae.